# Vlasta Krejsa
Vlasta Krejsa (1973 – 28. dubna 2007) byl český kulturista.
Vlasta Krejsa v roce 2007 tragicky zahynul s Petrem Froňkem při dopravní nehodě na 67. km dálnice D1, když se vraceli z Mistrovství ČR v Orlové. Na serveru Ronnie.cz vznikla sbírka pro rodiny Vlasty Krejsy a Petra Froňka, do které mimo jiné přispíval Svaz kulturistiky a fitness ČR a firma Aminostar.
Smuteční obřad se konal 4. května 2007 ve hřbitovní kapli v Roudnici nad Labem a zúčastnily se jej známé osobnosti české kulturistiky. Poslední řeč pronášeli Tomáš Rybář a Eva Soukupová.
Vlasta Krejsa měl manželku Lucii a osmiletého syna Jakuba (* 5. května 1999), společně žili v Bechlíně.

## Historie soutěží
| Rok  | Název soutěže         | Kategorie                     | Umístění |
| ---- | --------------------- | ----------------------------- | -------- |
| 2005 | ATP Grand Prix Eskap  | Kulturistika - muži nad 90 kg | 1.       |
| 2005 | Mistrovství Čech mužů | Nad 90 kg                     | 2.       |
| 2005 | Aminostar Cup         | ?                             | 3.       |
| 2005 | Atlas Cup             | ?                             | 1.       |
| 2005 | Grand Prix PEPA Opava | ?                             | 6.       |
| 2005 | Grand Prix Slovakia   | ?                             | 5.       |
| 2006 | ATP Grand Prix Eskap  | Kulturistika muži nad 90 kg   | 3.       |
| 2006 | Grand Prix Slovakia   | Kulturistika muži nad 87,5 kg | 5.       |